# Omega: Planete invisible
Omega: Planete invisible, presentato anche come Ω Planete invisible, è un videogioco di ruolo fantascientifico pubblicato nel 1985 per Thomson MO5 e successivamente per Amstrad CPC, Commodore 64 e MSX dalla Infogrames. Si basa sullo stesso sistema di gioco di Mandragore, pubblicato nel 1984 dalla stessa Infogrames, che ha invece un'ambientazione fantasy.

## Trama
Nel futuro, un pacifico impero di più pianeti è abitato da umani e varie specie aliene. Un tiranno chiamato Naxorg ha però instaurato un regime di terrore, stabilendo la propria residenza sul pianeta Omega, la cui posizione non è rilevabile. Una squadra di quattro avventurieri di specie diverse, guidati dall'umano Idris, deve esplorare i sei pianeti noti dell'impero per cercare gli indizi necessari a trovare Omega e assassinare Naxorg. Nello spazio i quattro si spostano con un'astronave, rischiando di essere attaccati dai pattugliatori Psyborg dell'esercito regolare, mentre sui pianeti esplorano i luoghi di interesse a piedi e devono affrontare molte creature pericolose.

## Modalità di gioco
All'inizio il giocatore può scegliere se utilizzare i quattro personaggi predefiniti, definire quattro personaggi nuovi, o continuare una partita precedentemente salvata. Un personaggio è definito da nome, colore, sei caratteristiche che assumono valori da 5 a 20 distribuendo 80 punti totali (allenamento, forza, intelligenza, conoscenza, agilità, influenza), una tra cinque razze (umano, mutante, cometoide, robot, suricato) e uno tra sei mestieri ovvero classi. I mestieri sono astrot (una sorta di tuttofare), ranger (il miglior combattente), telepatico (con abilità simili alla magia come ipnotizzare, teletrasportare), mentat, pirata, xéno (abbreviazione di xenosociologo, un abile diplomatico). Ogni personaggio comincia dal livello 1 e si potenzia con l'esperienza. Il giocatore deve procurargli anche da mangiare e da bere per tenerli in vita.
La schermata di gioco principale è sempre composta da una visuale grande sull'azione, una barra sulla destra che mostra lo stato generale dei personaggi, con relativi punti esperienza e vita, e un'area in basso per messaggi e comandi testuali. Maggiori dettagli sui personaggi sono visualizzabili in una schermata a parte.
I comandi vengono dati da tastiera, in modo simile a un'avventura testuale: per il movimento della squadra si usano le iniziali dei quattro punti cardinali, mentre azioni più complesse richiedono la concatenazione di più simboli, per formare frasi basate su 29 possibili verbi. Ad esempio 1 AT A 2 ordina al personaggio 1 (i propri personaggi sono numerati 1-4) di attaccare (ATtaquer) il nemico A (gli oggetti e personaggi estranei attualmente presenti sono A-D) con l'arma 2 (gli oggetti nell'equipaggiamento di ciascun personaggio sono 1-4).
Quando ci si trova nello spazio sono possibili solo il movimento e pochi altri comandi. L'astronave viene mostrata su una mappa bidimensionale dello spazio a scorrimento, dove si sposta da una casella all'altra fino a raggiungere caselle con pianeti o basi spaziali. Sono possibili scontri casuali con gli Psyborg, che avvengono a bordo dell'astronave allo stesso modo dei combattimenti a terra, oppure si può fuggire, ma con una penalità di punti vita.
Sulla superficie dei pianeti la scena attuale viene mostrata da vicino in terza persona. La squadra si sposta in blocco da un luogo all'altro seguendo le direzioni cardinali, ma è possibile anche separare i personaggi. In ogni pianeta si devono risolvere enigmi e affrontare creature ostili di ogni tipo, fino a ottenere uno degli indizi necessari a rintracciare Omega. I personaggi e oggetti con cui si può interagire in determinato luogo sono mostrati, oltre che nell'immagine, in un elenco testuale che li identifica con una lettera. In combattimento i comandi vanno dati in tempo reale, mentre i nemici attaccano periodicamente, senza turni da rispettare. Si può atterrare anche in una decina di basi spaziali, dove non ci sono nemici e si possono acquistare o rubare rifornimenti.
A differenza del più diffuso Mandragore, Omega uscì soltanto in francese, con comandi nelle medesima lingua. Esiste anche un'edizione in tedesco (Omega: Der Geheime Planet), almeno per Commodore 64.